# بيرس أوليري
بيرس أوليري (بالإنجليزية: Pierce O'Leary)‏ (5 نوفمبر 1959 في جمهورية أيرلندا - ) هو لاعب كرة قدم أيرلندي في مركز الدفاع. شارك مع منتخب جمهورية أيرلندا تحت 21 سنة لكرة القدم ومنتخب جمهورية أيرلندا لكرة القدم. أما مع النوادي، فقد لعب مع نادي سلتيك ونادي شامروك روفرز وفانكوفر وايتكابس وفيلادلفيا فيوري ‏ وفيلادلفيا فيوُري ‏.

## وصلات خارجية
- بيرس أوليري على موقع قاعدة بيانات كرة القدم.إي يو (الإنجليزية)
- بيرس أوليري على موقع ناشيونال فوتبول تيمز (الإنجليزية)